# ブジェドゥグ人
ブジェドゥグ人（ブジェドゥグじん、アディゲ語: Бжъэдыгъу, Bjzədıuğ; or КIэмыргъуэй, K'əmırğwey; or Кӏьэмгуе, K'əmguye; ロシア語: Бжедуги; 英語: Bzhedugs）とは、ロシア連邦アディゲ共和国に居住するアディゲ人（チェルケス人）の一派である。

## 概要
アディゲ人（チェルケス人）の12の氏族の一つである。主にアディゲ共和国に定住している。他にクラスノダール地方にも住み、トルコにディアスポラが存在している。
アディゲ人はチェルケス人の現地語名であるため、アディゲ共和国に居住するアディゲ人（チェルケス人）の氏族であるブジェドゥグ人は、チェミルゴイ人と共に、広義でいうところのアディゲ人そのものを指す。
アディゲ語の方言であるブジェドゥグ方言を話す。チェルケス人の中でも西チェルケス人とされ、アブザク人およびチェミルゴイ人と共にクバン川グループに属する。